# Alena Adanichkina

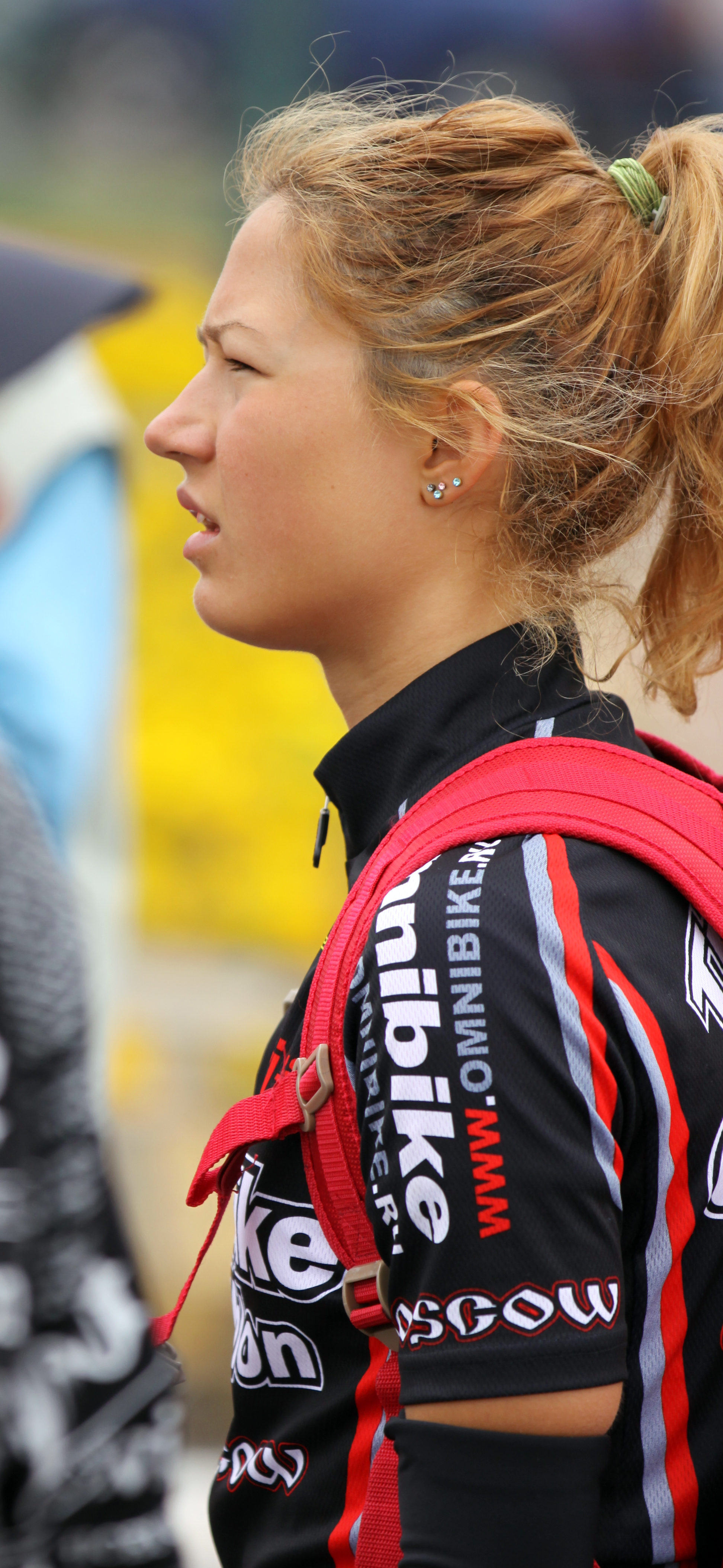
Alena Adanichkina registrándose en el triatlón de la Copa Europea Élite en Antalya, 2011.

Alena Vladislavovna Adanichkina (también transcrito como Alyona; en ruso Алёна Владиславовна Аданичкина; Moscú, Rusia, 3 de julio de 1992) es una triatleta profesional rusa y miembro permanente de la Selección Nacional Rusa.
Según el ranking del año 2010, Adanichkina estaba en el octavo puesto entre los triatletas rusos U23 (Юниорки).
En los Campeonatos Rusos Sprint U23 (Юниорки) de 2010 en Penza, Adanichkina se colocó en séptima posición.
Desde 2011, Adanichkina participa en los triatlones Élite ITU. En el Triatlón Aldiana Volkswagen (27 de marzo de 2011) en Chipre, donde la élite rusa de triatletas tenía su campamento de formación, Adanichkina se colocó en el décimo puesto.

## Competiciones ITU
La siguiente lista está basada en el ranking oficial de la ITU y en la página de perfil de la atleta.
A no ser que se indique lo contrario, los siguientes acontecimientos son triatlones  (distancia olímpica) y pertenecen a la categoría de Élite.
| Fecha                 | Competición         | Lugar        | Puesto |
| --------------------- | ------------------- | ------------ | ------ |
| 26 de octubre de 2008 | Copa Europea Junior | Alanya       | 10     |
| 8 de agosto de 2009   | Copa Europea Junior | Tiszaújváros | 21     |
| 24 de octubre de 2010 | Copa Europea Junior | Alanya       | 6      |
| 3 de abril de 2011    | Copa Europea        | Antalya      | 27     |
| 3 de julio de 2011    | Copa Europea Junior | Penza        | 7      |